# Lola Dueñas
Lola Dueñas (ur. 6 października 1971 w Barcelonie) – hiszpańska aktorka filmowa, znana głównie dzięki współpracy z reżyserem Pedro Almodóvarem.

## Życiorys
Jej ojcem jest aktor Nicolás Dueñas. Karierę filmową rozpoczęła w 1992 występem w filmie Bajo la arena. Rozgłos w rodzinnej Hiszpanii przyniosła jej rola w filmie En medio de ninguna parte (1997), za którą zdobyła nagrodę Caja de Madrid.
W 2004 wystąpiła u boku Javiera Bardema w nagrodzonym Oscarem dla najlepszego filmu nieanglojęzycznego dramacie Alejandro Amenábara W stronę morza. Rola ta przyniosła jej, prócz rozgłosu w całej Europie, Nagrodę Goya dla najlepszej aktorki.
W 2006 Lola Dueñas wystąpiła w filmie Pedro Almodóvara Volver, zdobywając, wspólnie z Penélope Cruz, Blancą Portillo, Carmen Maurą, Yohaną Cobo i Chus Lampreave nagrodę dla najlepszej aktorki na 59. MFF w Cannes.

## Filmografia
- 1992: Bajo la arena ... Susana
- 1997: En medio de ninguna parte ... Lola
- 1998: Mensaka ... Cristina
- 1999: Equipaje abierto ... Amanda
- 2000: Moi przyjaciele ... Txell
- 2002: Kamienie ... Daniela
- 2002: Porozmawiaj z nią ... Matilde
- 2003: En camas separadas ... kobieta
- 2004: W stronę morza ... Rosa
- 2006: Volver ... Sole
- 2009: Przerwane objęcia ... kobieta czytająca z ruchu warg
- 2010: Ja, też! ... Laura
- 2013: Przelotni kochankowie ... Bruna
- 2014: Spadająca gwiazda ... Eloïsa
- 2014: Los fenómenos ... Neneta
- 2014: Alleluia ... Gloria